# يوشيوكي كوباياشي
يوشيوكي كوباياشي (باليابانية: 小林 慶行) (مواليد 27 يناير 1978)، هو لاعب كرة قدم ياباني سابق كان يلعب كلاعب وسط.

## وصلات خارجية
- يوشيوكي كوباياشي على موقع رابطة كرة القدم اليابانية للمحترفين (اليابانية)
- يوشيوكي كوباياشي على موقع قاعدة بيانات كرة القدم.إي يو (الإنجليزية)
- يوشيوكي كوباياشي على موقع Soccerway.com (الإنجليزية)
- يوشيوكي كوباياشي على موقع عالم كرة القدم.نت (الإنجليزية)